# Takashi Kasahara (1988)
Takashi Kasahara (笠原 昂史 Kasahara Takashi?, Saitama, 21 de noviembre de 1988) es un futbolista japonés que juega como guardameta en el Omiya Ardija.

## Trayectoria

### Clubes
| Club                      | País  | Año       |
| ------------------------- | ----- | --------- |
| Mito HollyHock            | Japón | 2011-2017 |
| Omiya Ardija              | Japón | 2018-     |
| V-Varen Nagasaki (cedido) | Japón | 2022      |